# Johannsspitalkirche

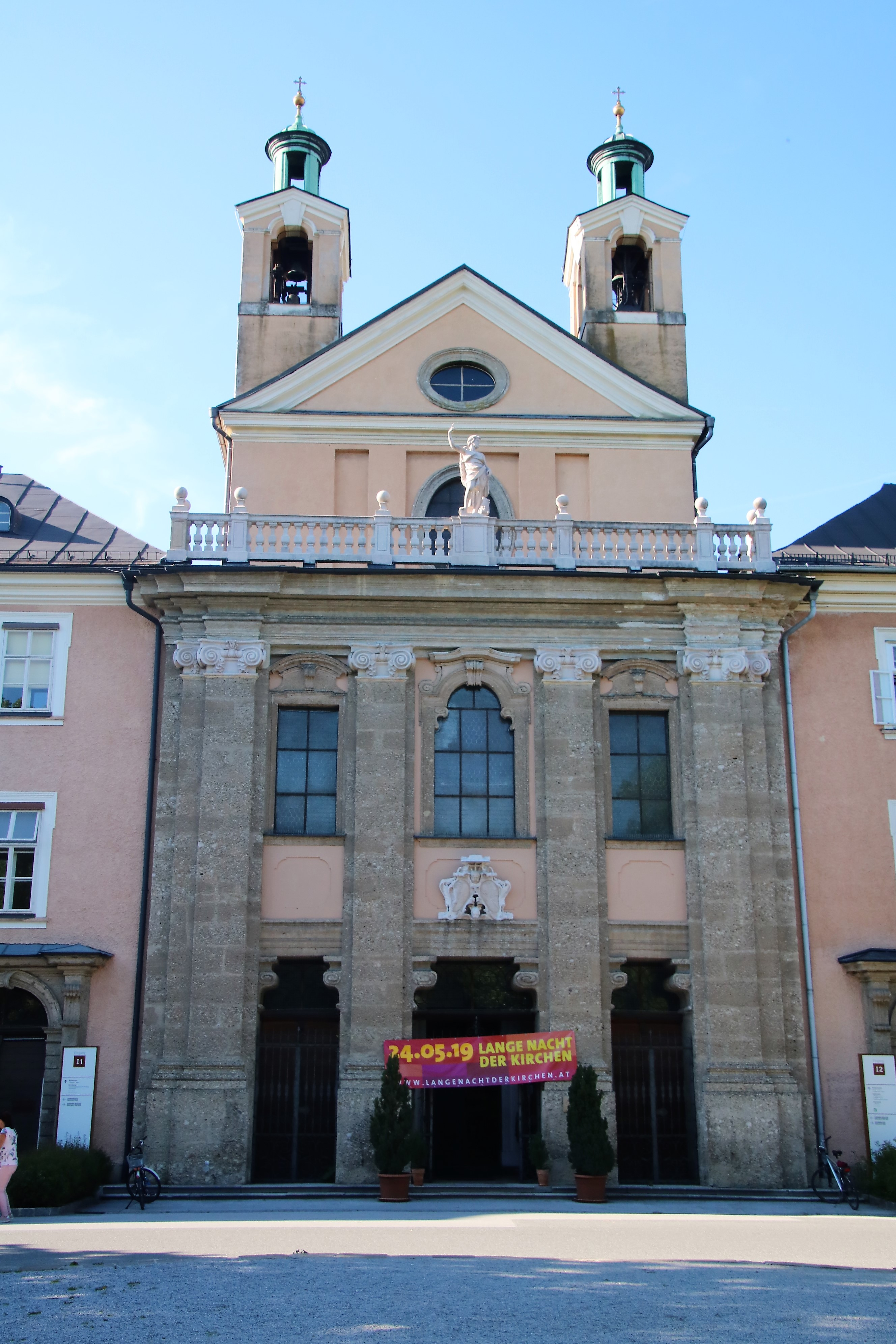
St. Johanns-Kirche, Salzburg, Österreich

Die römisch-katholische Johannsspitalkirche in Salzburg befindet sich auf dem Gelände des Landeskrankenhauses (heute Universitätsklinikum) im Stadtteil Mülln. Die 1704 eingeweihte Kirche stammt von Johann Bernhard Fischer von Erlach und steht unter Denkmalschutz. Sie ist Sitz der für die Landeskrankenanstalten zuständigen Pfarre.

## Geschichte
Die regelmäßige barocke Anlage mit der mittigen Kirche und den seitlichen Spitälern stiftete dem Beispiel anderer folgend (Stiftungsurkunde) Johann Ernst von Thun auf den Gründen des 1688 erworbenen und dann abgetragenen Schlosses Grimming, das früher auch Schloss Müllegg genannt worden war. Nur das alte westliche Stadttor der Vorstadt Mülln, das Mülleggtor, welches Wolf Dietrich von Raitenau seinerzeit neu errichten lassen hatte, blieb erhalten und wurde in den Spitalbau miteinbezogen.
Die Planung und Ausführung des Bauwerkes lag in den Händen von Johann Bernhard Fischer von Erlach. Das Spital diente ursprünglich als Herberge (Hospital) für Pilger, für mittellose Studenten, arme Handwerksgesellen und für andere Arme. Die Herberge ist bestimmungsgemäß eher schlicht gestaltet und besticht durch ihre Architektur. Der Westflügel des Spitals, das ursprüngliche Männerspital, wurde 1695 fertiggestellt, der Ostflügel, das ursprüngliche Frauenspital, in den Jahren 1699–1703. Die Kirche wurde ebenfalls 1703 fertiggestellt und am 24. Juni 1704 eingeweiht.
Seit 1891 hat die Kirche als eigenständige Pfarre Salzburg-St. Johannes am Landeskrankenhaus die Seelsorge im ganzen Krankenhausbezirk, einschließlich der Heime und Schwesternwohnungen, inne.
Betreut wird sie von den Kamillianern OSC am Kolleg St. Kamillus im Stadtteil Parsch, von wo aus die Krankenhausseelsorge anderer salzburgischer und außerhalb liegender medizinischer Einrichtungen ausgeht.

## Baubeschreibung

### Das äußere Bild der Kirche
Der Saalbau der Kirche mit seiner zweigeschoßigen Vorhalle besitzt eine nach Süden ausgerichteter Fassade. Die Kirchenfassade ist durch enggestellte Riesenpilaster gegliedert. Drei hohe Rechtecktore mit darüber befindlichen drei Fenstern bilden die Fassade des Kirchenvorraumes. Die Tore sind oben mit Schmiedeeisengittern abgeschlossen. Sie wurden um 1704 geschaffen, das mittige trägt wie die Kirchenfassade das Wappen des Stifters Johann Ernst von Thun. An diese Fassade schließen seitlich bündig die niedrigeren Spitalseingänge an.
Über dem Gebälk der Fassade des Vorraumes befindet sich eine Marmorbalustrade mit der Statue des Heiligen Johannes des Täufers. Die Kirche selbst besitzt über dem Kirchenvorraum eine zurückgesetzte Fassade mit einem durch Lisenen gegliederten Aufbau, der von einem Dreiecksgiebel und seitlichen schlanken Glockentürmchen mit aufgesetzten kleinen Laternen abgeschlossen wird. Im Norden erhält die Kirche durch die niedrigen Anbauten von Sakristei und der Paramenten-Kammer einen rechteckigen Grundriss. Stufig gegliedert zieht hier der Baukörper zum Dachgiebel hoch.

### Die Kirche im Inneren

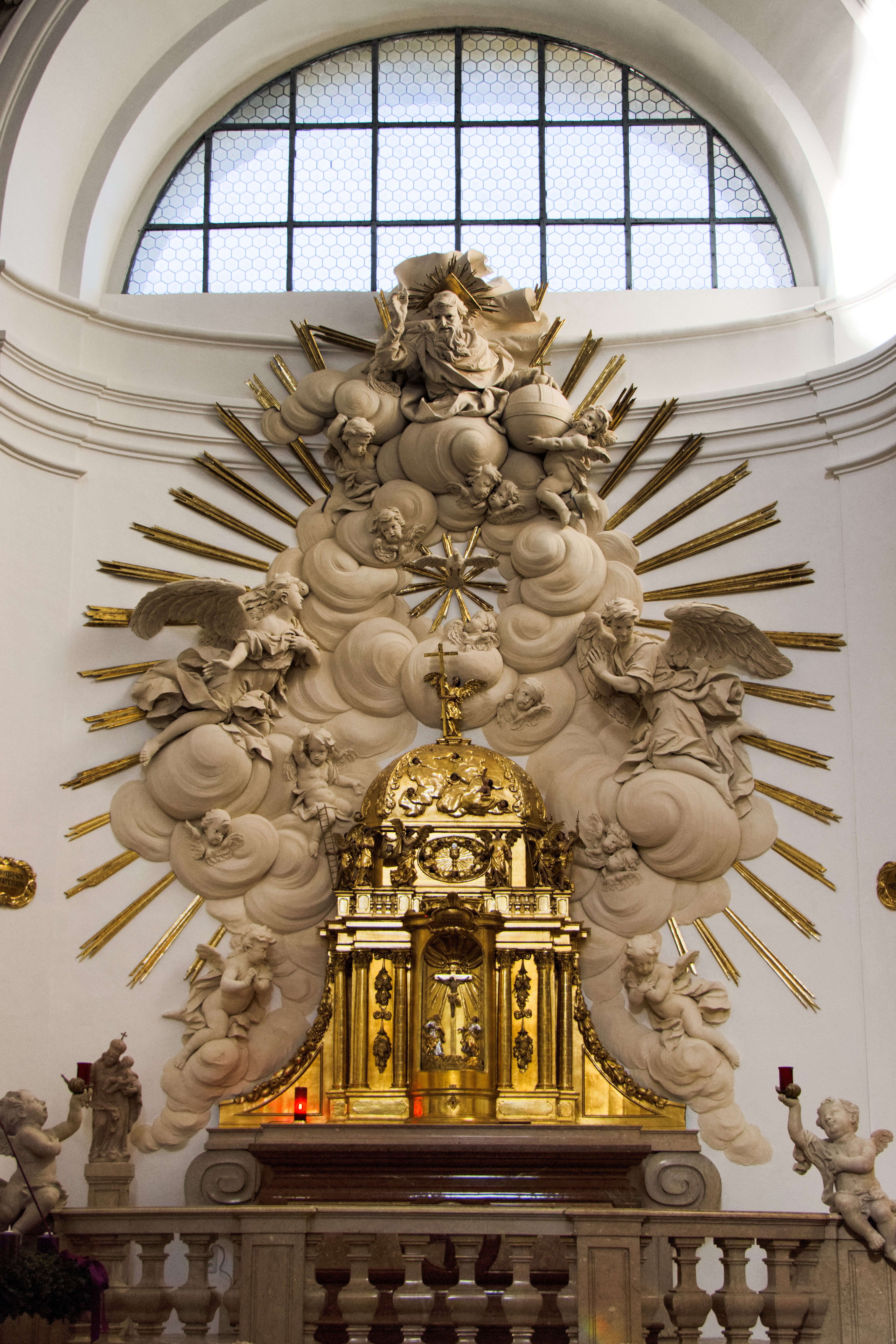
Hochaltar

Die Vorhalle besitzt Verbindungstüren zu den beiderseitigen Spitälern bzw. Spitalstrakten. Die seitlichen Nischen der Halle besitzen überlebensgroße Statuen der Heiligen Katharina und der Heiligen Barbara aus der ersten Hälfte des 18. Jahrhunderts.
Die Stuckaturen der Kirche, es sind vor allem zarte Stuckrahmen, Blattstäbe, Blattgirlanden und Stuckkartuschen, stammen von Diego Francesco Carlone.
In der nördlichen Wandnische befindet sich die Kanzel, die mit einer Oratoriumsbrüstung stuckiert ist. Im Boden der Kirche ist die Gruftplatte für die Eingeweide des Stifters, Johann Ernst von Thun, eingelassen. In zwei seitlichen Nischen stehen Figuren des Heiligen Josef und der Heiligen Anna mit Maria.

### Die Altäre
Der Hauptaltar in einer flachbogigen Altarnische steht erhöht auf einer ovalen Terrasse mit seitlichen Treppen. Über dem Altar befinden sich stuckierte Putten und Engel mit Gottvater und der Heilig-Geist-Taube als oberem Abschluss. Der Altartisch selbst wurde von Heinz Tesar gestaltet. Der Tabernakelaufsatz zeigt eine kleine Kreuzigungsgruppe und Engelfiguren mit den Leidenwerkzeugen Christi. Das Kircheninnere wurde in den Jahren 2020 bis 2023 renoviert, wobei auch ein neuer Volksaltar eingerichtet wurde.
Die Seitenaltäre besitzen einen flachen Rahmenaufbau und sind seitlich mit Putten und Engelhermen geschmückt. Die Altarblätter, die beide im Jahr 1709 Johann Michael Rottmayr gestaltete, zeigen im Westen (links) die Predigt Johannes des Täufers und rechts die Enthauptung der Heiligen Barbara.

### Krypta

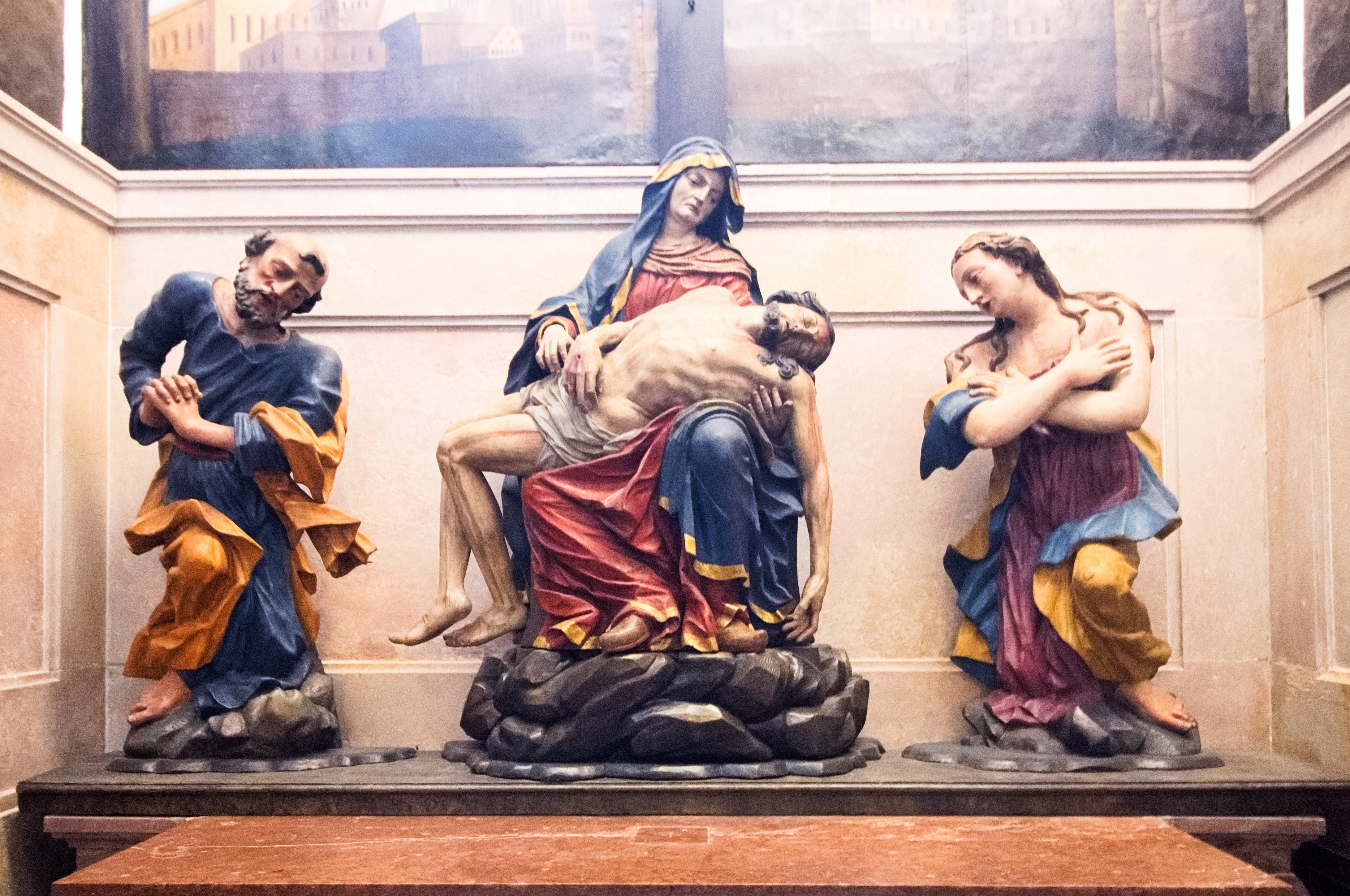
Die Skulpturengruppe in der Krypta

Unter dem erhöhten Altarpodest befindet sich mit einem mittigen Abgang die Krypta. Sie ist durch eingelegte Kieselsteine und grob behauene Quader als Grotte ausgestaltet und besitzt verschiedene Stuckaturen mit Todessymbolen. Das Altarraumgitter der Krypta stammt aus dem Anfang des 18. Jahrhunderts. Auf dem dortigen Altar befindet sich eine Schnitzgruppe mit einer Pietà, flankiert vom Heiligen Simon Petrus und der heiligen Maria Magdalena. Das ursprüngliche Leinwandbild aus dem 18. Jahrhundert zeigt in einer Kopie nach Paul Troger Christus am Ölberg.

## Nachweise
- Die Pfarrkirche, salk.at
- Lieselotte von Eltz-Hoffmann: Die Kirchen Salzburgs. Verlag Anton Pustet, Salzburg 1993, ISBN 3-7025-0308-0, S. o.A.
- Bernd Euler, Ronald Gobiet, Horst Huber: Dehio Salzburg – Stadt und Lan: d. Verlag Anton Schroll & Co,  Wien 1986, ISBN 3-7031-0599-2, S. o.A.
- Krankenhauskirche St. Johannes. In: Salzburger Nachrichten: Salzburgwiki.

1. ↑   Weihedatum laut Salzburgwiki: Krankenhauskirche St. Johannes. 28. August 2024, abgerufen am 19. Dezember 2024. Bei dem Tag handelt es sich um den Namestag von Johannes dem Täufer, dem die Kirche geweiht ist. Das Datum wird auch in der vom Uniklinikum Salzburg herausgegebenen Broschüre zur Kirche (Unsere Kirche am Uniklinikum Campus LKH) genannt. Auf der Website der Spitalspfarre wird als Fertigstellungsjahr „1703/1704“ genannt.
2. ↑   Pfarre Salzburg-St. Johannes am Landeskrankenhaus (Memento vom 30. August 2014 im Internet Archive), Pfarrverzeichnis Erzdiözese Salzburg, kirchen.net
3. ↑  Österreichische Provinz, Provinzialat der Kamillianer Wien, kamillianer.at; siehe auch Krankenhaus-Seelsorge-Ausbildung (KSA) der Kamillianer in Salzburg, kamillianer.at

Koordinaten: 47° 48′ 24,6″ N, 13° 1′ 51,6″ O